# Pseudosuberites purpureus
Pseudosuberites purpureus är en svampdjursart som först beskrevs av de Laubenfels 1954.  Pseudosuberites purpureus ingår i släktet Pseudosuberites och familjen Suberitidae.
Artens utbredningsområde är havet kring Mikronesien. Inga underarter finns listade i Catalogue of Life.